# Колсон, Чарльз
Чарльз «Чак» Уэ́нделл Ко́лсон (англ. Charles "Chuck" Wendell Colson; 16 октября 1931, Бостон, Массачусетс — 21 апреля 2012, Фолс-Черч, Виргиния) — христианский деятель, американский политик, бывший советник президента Ричарда Никсона, один из участников Уотергейтского скандала. Основатель христианской организации «Тюремное братство». Автор более 30 книг, которые разошлись тиражом более пяти миллионов копий.

## Биография
Чарльз Колсон родился 16 октября 1931 года. Окончил юридический факультет и получил степень доктора права. В 1953—1956 годах служил в морской пехоте США. Окончил службу в звании капитана. В 1969 году был помощником на президентских выборов Никсона. После назначения Никсона на пост стал особым советником президента.
После отставки Никсона стал одним из участников Уотергейтского скандала, в связи с этим в 1974 году он был приговорён к заключению на срок от одного до трёх лет и штрафу в размере 5000 долларов, в 1975 году был досрочно освобожден..
С 1975 года покинул политику.
В 1976 году основал христианскую организацию «Тюремное братство», помогавшую заключенным.
Автор книги «Конфликт царств» (в 1996 году вышла в издательстве «Гендальф» её русская версия), представляющей собой один из наиболее примечательных очерков на тему возникновения всемирных конфликтов. Книга посвящена извечному конфликту между церковью и государством. По мнению Колсона, таковой конфликт неизбежен, однако иногда человечеству удавалось достичь баланса в этом отношении. Книга примечательна специфическим колсоновским взглядом на причины, вызвавшие вторую мировую войну. По мнению Ч.Колсона, виновны в развертывании наиболее жестокой из войн в истории человечества британское и германское государства, а также англиканская и немецкая церковь, не сумевшие справиться с задачами управления, возложенными на них Богом.
В 2005 году вошел в список 25 влиятельнейших американских проповедников по версии журнала «Time».
В начале апреля 2012 года был госпитализирован с диагнозом кровоизлияние в мозг.
Умер 21 апреля 2012 года в одной из больниц штата Виргиния.